# Stefania Kuropatwińska
Stefania Kuropatwińska (ur. 7 kwietnia 1886 w Łazach, zm. 11 marca 1948) – polska nauczycielka i działaczka społeczna, twórczyni i dyrektorka Żeńskiego Seminarium Nauczycielskiego w Zgierzu.

## Edukacja
Dzieciństwo spędziła w Siedlcach. W 1902 r. ukończyła II Gimnazjum Rządowe w Warszawie, a następnie odbyła studia wyższe na Wydziale Fizyko-Chemicznym Uniwersytetu w Genewie. Uzyskała doktorat z chemii.

## Praca zawodowa

### Przed 1918 r.

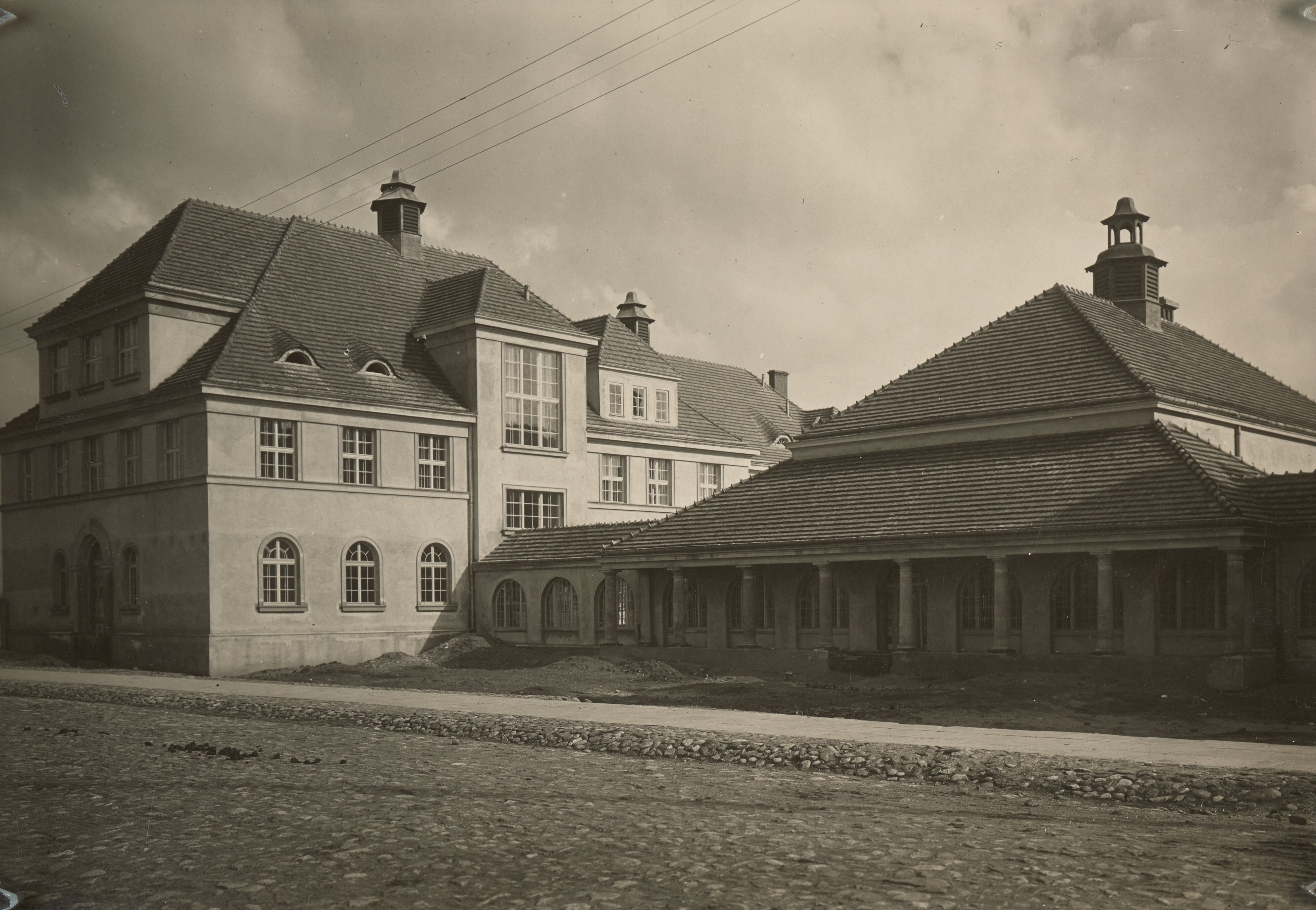
Budynek Żeńskiego Seminarium Nauczycielskiego w Zgierzu (przed 1939).

W 1908 r. podjęła pracę w prywatnym Seminarium Nauczycielskim w Żyrardowie. Następnie pracowała jako nauczycielka chemii i fizyki w Szkole Handlowej Józefy Siwkowej w Sosnowcu. W okresie I wojny światowej pracowała w szkołach w Warszawie, angażując się w działania na rzecz likwidacji analfabetyzmu. W latach 1917–1917 pracowała w seminariach nauczycielskich w Siennicy i Lublinie.

### Okres międzywojenny
Ukończyła kurs dla organizatorów seminariów nauczycielskich organizowany w Warszawie przez Ministerstwo Wyznań Religijnych i Oświecenia Publicznego, które następnie powierzyło jej zadanie zorganizowania placówki w Zgierzu. 2 lutego 1919 otwarto pięcioletnie Żeńskie Seminarium Nauczycielskie w Zgierzu, którego przełożoną została Stefania Kuropatwińska. Pierwsze lata poświęciła na działania na rzecz poprawy warunków socjalno-bytowych uczennic i warunków lokalowych szkoły. W 1925 r. powstał budynek internatu, a w 1927 – nowoczesny budynek szkolny, który w kolejnych latach doposażony był o kolejne obiekty (sala gimnastyczna, budynki gospodarcze, biblioteka, laboratorium, szklarnia, boisko i korty tenisowe, pralnia, magiel, obory, stajnie itp.). Życie społeczne internatu, wspólne zajęcia pozalekcyjne oraz samorząd uczennic stanowiły istotny element pracy wychowawczej szkoły. Zgierski zakład kształcenia nauczycieli był placówką postępową i otwartą na nowe koncepcje pedagogiczne. Duży nacisk kładziono na ćwiczenia praktyczne (m.in. wdrażano slojd). W zgierskim seminarium testowano m.in. daltoński plan laboratoryjny oraz metodę „ośrodków zainteresowań” Ovide’a Decroly’ego. W swej pracy pedagogicznej Stefania Kuropatwińska chętnie nawiązywała do ideałów z Siłaczki Stefana Żeromskiego, którego osobiście poznała w okresie studiów w Genewie i wysoko ceniła. Na skutek jej działań Stefan Żeromski został patronem zgierskiego seminarium nauczycielskiego, a przed gmachem ustawiono jego pomnik.
Stefania Kuropatwińska organizowała klasy Preparandy Nauczycielskiej dla dzieci z rodzin chłopskich i zubożałych miejskich, które umożliwiały im zdobycie wykształcenia, a jednocześnie uzupełniały braki kandydatek do zawodu nauczycielskiego. W 1937 r. szkoła została przekształcona w trzyletnie Żeńskie Liceum Pedagogiczne. W okresie II wojny światowej, gdy budynki szkolne zostały zajęte przez okupantów, Stefania Kuropatwińska angażowała się w organizację tajnego nauczania.

### Okres powojenny
Po zakończeniu II wojny światowej podjęła skuteczne działania na rzecz reaktywacji Państwowego Liceum Pedagogicznego w Zgierzu. Budynki szkolne oraz internat zostały przekazane do użytkowania w 1946 r. Stefania Kuropatwińska ponownie objęła funkcję przełożonej szkoły. Zmuszona była zmagać się z trudnościami wynikającymi z braków kadrowych oraz złego stanu ocalałych budynków. W 1948 r. Stefania Kuropatwińska zmarła na skutek złego stanu zdrowia.
Została pochowana na Cmentarzu Centralnym w Siedlcach (sektor: 12, rząd: 1, numer: 10h).

## Odznaczenia
- Krzyż Kawalerski Orderu Odrodzenia Polski (1929)[2]

## Upamiętnienie
W 1989 r. imieniem Stefanii Kuropatwińskiej nazwano jedną z ulic w Zgierzu.